# Trachelas spinulatus
Trachelas spinulatus là một loài nhện trong họ Trachelidae.
Loài này thuộc chi Trachelas. Trachelas spinulatus được Frederick Octavius Pickard-Cambridge miêu tả năm 1899.